# Front de ràfega

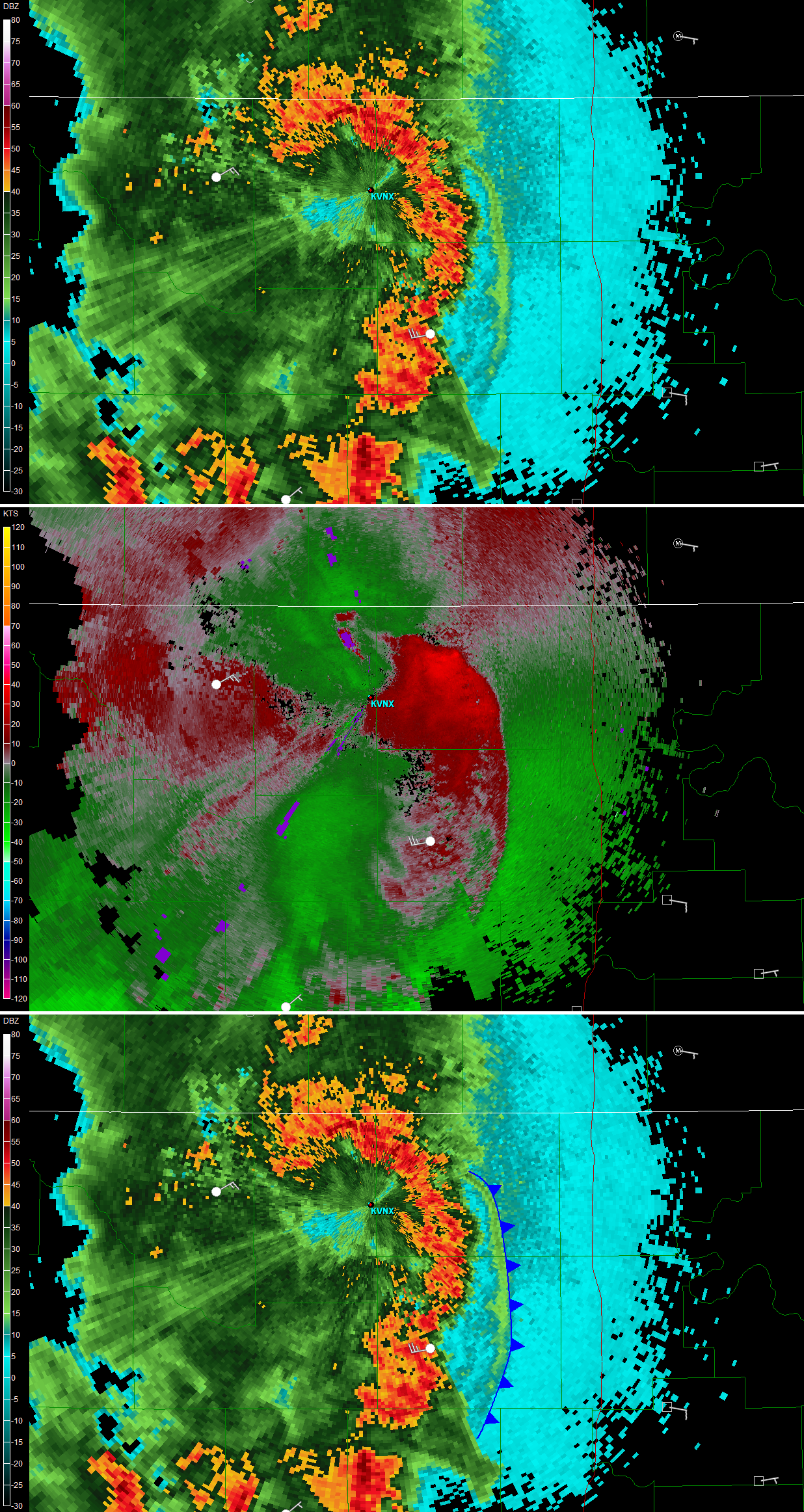
Front de ràfega al radar amb velocitat radial i límit frontal dibuixat.

Un front de ràfega, és un front a escala de tempesta o mesoescala que separa l'aire refrigerat per la tempesta (flux de sortida) de l'aire circumdant; d'efecte semblant a un front fred, amb pas marcat per un desplaçament de vent i normalment una baixada de temperatura i un salt de pressió relacionat. Els fronts de ràfegues poden persistir durant 24 hores o més després que les tempestes que els van generar s'hagin dissipat, i poden recórrer centenars de quilòmetres des de la seva zona d'origen. Les noves tempestes sovint es desenvolupen al llarg dels fronts de ràfegues, especialment a prop del punt d'intersecció amb un altre front (front fred, línia seca, un altre front de ràfega, etc.). Els límits de sortida es poden veure com a línies fines a les imatges del radar meteorològic o bé com a arcs de núvols baixos a les imatges del satèl·lit meteorològic. Des del sòl, els fronts del flux de ràfegues es poden ubicar amb l'aparició del núvols rodants i núvols cinturons.
Els fronts de ràfegues creen un cisallament del vent de baix nivell que pot ser perillós durant l'enlairament i l'aterratge dels avions. Si una tempesta entra en un front de ràfega, el cisallament del vent de baix nivell del front pot provocar que les tempestes mostrin rotació a la base de la tempesta, de vegades provoca activitat de tornados. Es poden generar versions fortes d'aquestes característiques conegudes com a baixades en entorns de cisalla vertical del vent i aire sec de nivell mitjà. Els microesclafits tenen un diàmetre d'influència inferior a 4 km, mentre que els macroesclafits es produeixen en un diàmetre superior a 4 km. Els microesclafits humits es produeixen en atmosferes on els nivells baixos estan saturats, mentre que els microesclafits secs es produeixen en atmosferes més seques a partir de tempestes de base alta. Quan un front de ràfega es mou a un entorn de baix nivell més estable, com ara una regió d'aire més fresc o sobre regions de temperatures d'aigua més fredes al mar, pot conduir al desenvolupament d'un forat ondulat.

## Definició

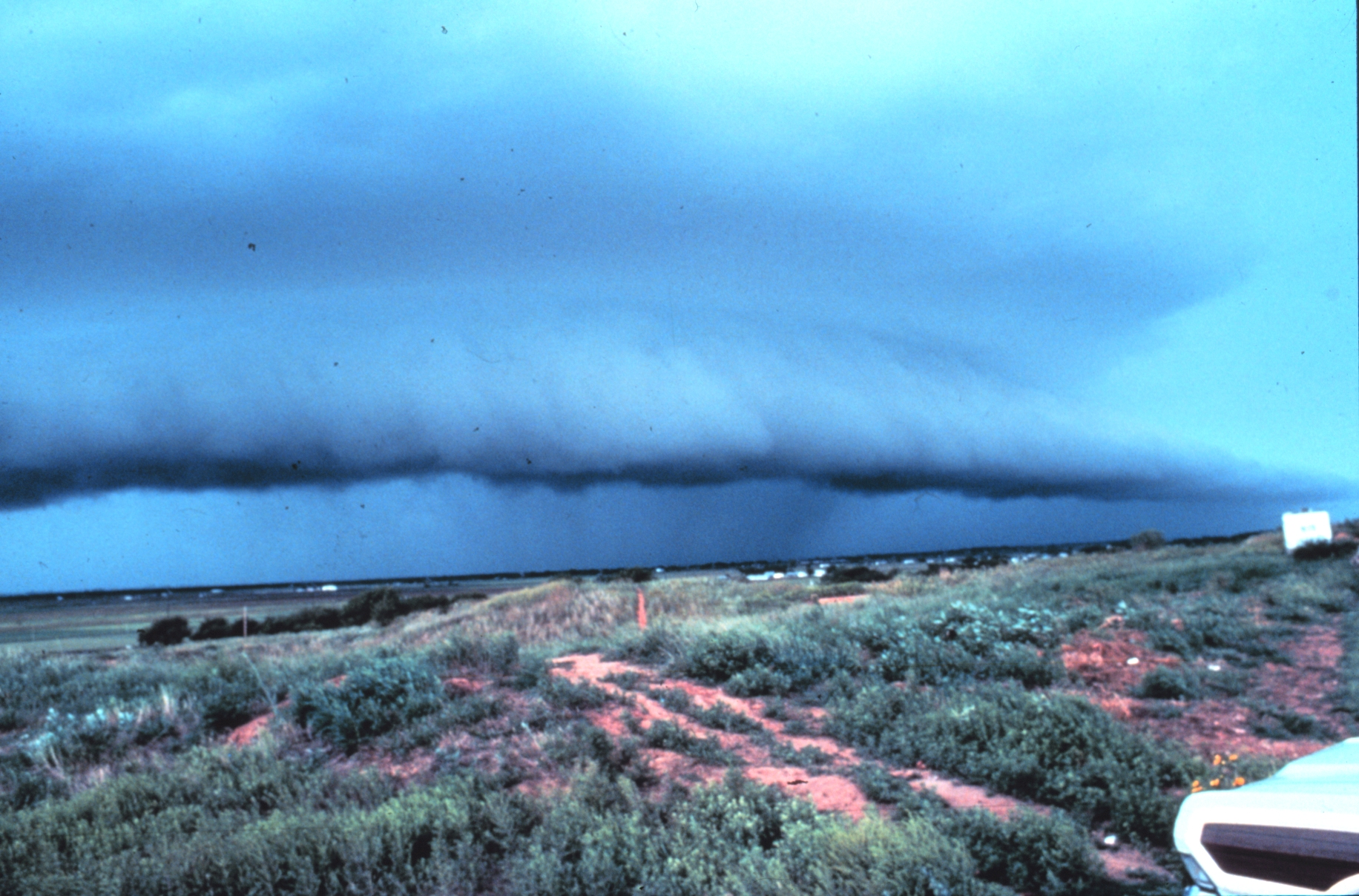
Tempesta amb ràfega de plom a prop de Brookhaven, Nou Mèxic, Estats Units, Amèrica del Nord. El front de ràfega està marcat per un núvol cinturó.

Un front de ràfega també conegut com a núvol d'arc, és la vora d'avantguarda dels vents de superfície més freds i amb ràfegues procedents de les ascendències de la tempesta; de vegades associat amb un núvol cinturó o núvol corró. Un salt de pressió està associat al seu pas. Els fronts de ràfegues poden persistir durant més de 24 hores i recórrer centenars de quilòmetres des de la seva zona d'origen. Un front de ràfega d'embolcall és un front que s'envolta al voltant del mesocicló, tallant l'entrada d'aire càlid humit i donant lloc a una oclusió. Aquest és el cas de vegades durant el cas d'una tempesta que col·lapsa, en què el vent literalment "l'esquinça".

## Origen

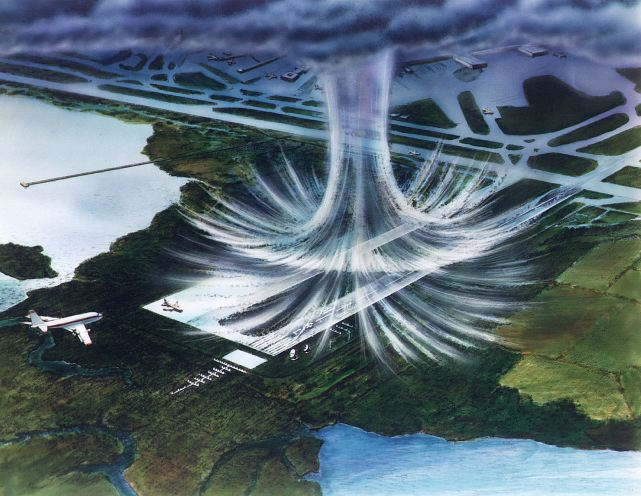
Il·lustració d'una microesclafit. El règim del vent en un microesclafit és oposat al d'un tornado.

Un microesclafit és una columna molt localitzada d'aire que s'enfonsa coneguda com a esclafit, que produeix vents divergents i en línia recta perjudicials a la superfície que són similars però distingibles dels tornados que generalment tenen danys convergents. El terme es va definir com afecta una àrea de 4 quilòmetres de diàmetre o menys, distingint-los com un tipus de descens i a part del cisallament del vent comú que pot abastar àrees més grans. Normalment s'associen amb tempestes individuals. Els sondejos de microesclafits mostren la presència d'aire sec de nivell mitjà, que millora el refredament per evaporació. El terme es va definir com afecta una àrea de 4 km de diàmetre o menys, distingint-les com un tipus de ràfega descendent i a part de la cisallament del vent comú que pot abastar àrees més grans. Normalment s'associen amb tempestes individuals. Els sondejos de microesclafits mostren la presència d'aire sec de nivell mitjà, que millora el refredament per evaporació.
Les zones organitzades d'activitat tempestuosa reforcen les zones frontals preexistents i poden deixar enrere els fronts freds. Aquesta superació passa dins dels vents de l'oest en un patró on el corrent en jet de nivell superior es divideix en dos corrents. El sistema convectiu de mesoescala resultant es forma al punt de la divisió del nivell superior en el patró del vent a l'àrea de millor flux d'entrada de baix nivell. Aleshores, la convecció es mou cap a l'est i cap a l'equador cap al sector càlid, paral·lel a les línies de gruix de baix nivell. Quan la convecció és forta i lineal o corba, el sistema convectiu de mesoescala s'anomena línia de borrasca, amb la característica col·locada a la vora del canvi significatiu del vent i l'augment de pressió que normalment està just per davant de la seva signatura de radar. Aquesta característica es representa habitualment a l'estació càlida dels Estats Units a les anàlisis de superfície, ja que es troben dins de canals de superfície afilats.
Un macroesclafit, normalment associada a línies de borrasca, és un fort descens de més de 4 km. Un microesclafit humit consisteix en precipitacions i una atmosfera saturada en els nivells baixos. Un microesclafit sec emana de tempestes elèctriques de base alta amb virga que cau des de la seva base. Tots els tipus es formen per l'aire refrigerat per precipitació que surt a la superfície. Es poden produir esclafits en grans àrees. En el cas extrem, un derecho pot cobrir una àrea enorme de més de 320 km d'ample i més de 1.600 km de llarg, amb una durada de fins a 12 hores o més, i s'associa amb alguns dels vents en línia recta més intensos, però el procés generatiu és una mica diferent del de la majoria d'esclafits.

## Aparença

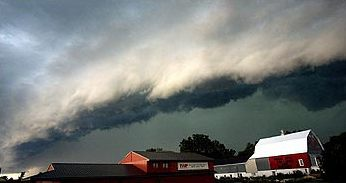
TAquest núvol cinturó va precedir un derecho a Minnesota

A nivell del sòl, es poden veure núvols cinturons i núvols corrons a la vora d'atac dels fronts de ràfega. A través d'imatges de satèl·lit, un núvol d'arc és visible com un arc de núvols baixos que s'estenen des d'una tempesta. Si el cel està ennuvolat darrere de l'arc, o si l'arc es mou ràpidament, és probable que hi hagi ràfegues de vent fort darrere del front de ràfegues. De vegades es pot veure un front de ràfegues al radar meteorològic, que es mostra com un arc prim o una línia d'ecos de radar febles que surten d'una tempesta en col·lapse. La línia fina d'ecos de radar febles se coneix com una línia fina. De tant en tant, els vents provocats pel front de ràfegues tenen una velocitat tan alta que també apareixen al radar. Aquesta fresca corrent d'aire pot activar altres tempestes a les quals colpeja ajudant-se en corrents ascendents. Els fronts de ràfagues que xoquen per dues tempestes poden fins i tot crear noves tempestes. En general, però, no hi ha pluja que acompanya els vents canviants. Una expansió de l'eix de pluja prop del nivell del sòl, en la forma general d'un peu humà, és un signe revelador d'una baixada. Els Gustnadoes, circulacions verticals de curta durada prop del nivell del sòl, es poden generar pels fronts de ràfega.

## Efectes

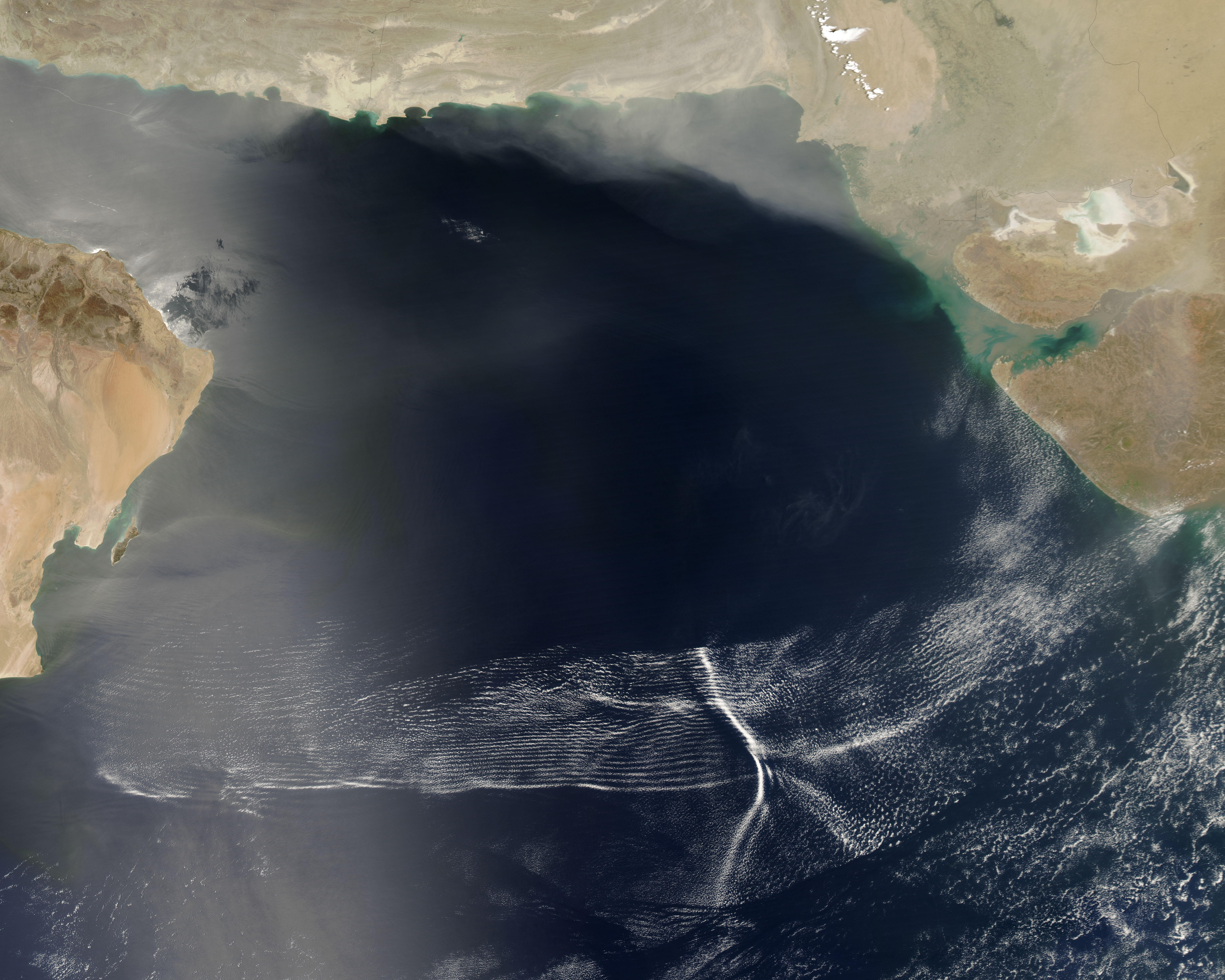
Satellite image of an undular bore

Els fronts de ràfegues creen un cisallament del vent de baix nivell que pot ser perillosa per als avions quan s'enlairen o aterren. Els insectes voladors són arrossegats pels vents dominants. Com a tal, els patrons de línies fines dins d'imatges del radar meteorològic, associats amb vents convergents, estan dominats pels retorns d'insectes. A la superfície, els núvols de pols es poden aixecar pels fronts de ràfegues. Si es formen línies de borrasca a les regions àrides, una tempesta de pols coneguda com a haboob pot ser el resultat dels forts vents que recullen pols des del sòl del desert. Si els fronts de ràfegues es mouen a zones de l'atmosfera que són estables en els nivells baixos, com a través del sector fred dels ciclons extratropicals o una capa límit nocturna, poden crear un fenomen conegut com a perforació ondulada, que apareix a les imatges de satèl·lit i radar, com una sèrie d'ones transversals en el camp de núvols orientades perpendicularment als vents de baixa cota.